# Leszek Doliński
Leszek Doliński, né le 29 juin 1956, à Koszalin, en Pologne, est un ancien joueur polonais de basket-ball. Il évolue durant sa carrière au poste d'ailier.